# Дубин, Абдулла Ибрагимович
Абдулла Ибрагимович Дубин (тат. Абдулла Ибраһим улы Дубин; род. 26 марта 1941, Астрахань, Астраханская область, РСФСР, СССР) — один из первых дикторов Татарстанского телевидения, краевед и филолог.

## Биография
Родился 26 марта 1941 года в Астрахани в семье главного специалиста местного хлебозавода, который после выхода на пенсию до конца жизни был муэдзином соборной мечети. Будучи школьником посещал драмкружок и стал артистом Астраханского драматического театра. В дальнейшем учился в Казанском театральном училище, а затем поступил на режиссёрский факультет ГИТИСа (Института театрального искусства) имени А. В. Луначарского. По окончании переехал в Казань.
Был одним из первых дикторов Казанской студии телевидения (ныне ФГУП ВГТРК ГТРК Татарстан), работая там в период с 1960 по 1984 года. В этот же период начал заниматься краеведением, а также коллекционировал исторические открытки, посвященные городу Казань и родной Астрахани. Выступает за сохранение ветхих исторических зданий в Казани.
В 1990 году совершил хадж.
Был женат трижды и имел от этих браков двух сыновей и двух дочерей. Одной из его жен была Эльза Губайдуллина, редактор республиканского радио. 